# Anna Smolik
Anna Smolik (née le 3 octobre 1928 à Vienne) est une actrice autrichienne.

## Biographie
Elle apprend la danse et aussi la comédie auprès de Maria Eis et Gisela Wilke. En 1945, elle se produit au théâtre de Linz et au Burgtheater à Vienne. Par la suite, elle s'engage avec le Tiroler Landestheater Innsbruck, le Theater Baden-Baden (de), le Badisches Staatstheater Karlsruhe ou le Bühnen der Stadt Köln (de). En 1964, elle joue au Festival de Salzbourg la Maîtresse dans Jedermann, pièce de Hugo von Hofmannsthal.
À côté du théâtre, elle joue au cinéma et à la télévision. Elle est l'aristocrate méprisante Elisabeth von Gall dans Les Géants de la forêt, sorti en 1959. Elle tourne ensuite dans Les Révoltés du bagne, un film de coproduction franco-allemande.
En 1964, elle épouse l'acteur Benno Hoffmann qu'elle a rencontré sur le plateau de la série policière Die Schlüssel. Au début des années 1970, elle se consacre à sa vie privée.

## Filmographie
- 1955: Zwischen den Zügen (TV)
- 1957: Eurydice (TV)
- 1959: Les Géants de la forêt
- 1959: Der König ist tot (TV)
- 1960: Paris, 20. Juli (TV)
- 1961: Les Révoltés du bagne
- 1965: Die Schlüssel (TV)
- 1965: Nora oder ein Puppenheim (TV)
- 1968: Der Fall Wera Sassulitsch (TV)
- 1969: Nennen Sie mich Alex (TV)
- 1970: Der Fall Sorge (TV)
- 1970: Der Kurier der Kaiserin (TV)
- 1971: Hamburg Transit (TV)